# Данкан, Патрисия
Патрисия (Пат) Данкан (англ. Patricia (Pat) Duncan; род. 8 апреля 1960, Эдмонтон, Альберта) — канадский финансовый и политический консультант и государственный деятель. Премьер-министр Юкона от Либеральной партии в 2000—2002 годах, сенатор Канады от Юкона с 2018 года.

## Биография
Родилась в 1960 году в Эдмонтоне (Альберта) и с 1964 года жила на территории Юкон. В 1983 году окончила Карлтонский университет со степенью бакалавра искусств, после чего работала как специальный помощник по связям с избирателями Эрика Нильсена — депутата Палаты общин Канады от Юкона.
На Юконе открыла практику как финансовый и политический консультант и исследователь. Возглавляла Торговую палату Уайтхорса и совет по экологии этого города, представляла Юкон в Канадской консультативной комиссии по статусу женщины и в Консультативный совет Юкона по здравоохранению и социальным услугам. Входила в адвокатскую ассоциацию Юкона как член без юридического образования. В 1996 году как кандидат от Либеральной партии избрана в Законодательное собрание Юкона от округа Портер-Крик-Южный. С 1998 года возглавляла Либеральную партию Юкона и с 1999 года была лидером официальной оппозиции в Законодательном собрании.
В 2000 году либералы под руководством Данкан победили на выборах в Законодательное собрание, и она стала первым премьер-министром Юкона от этой партии и первой женщиной на этом посту. Одновременно возглавляла министерство финансов. Правительство Данкан играло ключевую роль в передаче властных полномочий на Юконе от федерального правительства к территориальному, в частности в вопросах разработки природных ресурсов, экономического развития и трудовой политики. Одновременно либеральный кабинет проводил реализацию прав на землю и самоуправление коренных народов Юкона, в рамках этого процесса сотрудничая с недавно созданными правительствами коренных народов с целью эффективной передачи власти.
В 2002 году трое депутатов покинули фракцию Либеральной партии в Законодательном собрании Юкона, объяснив свой шаг «диктаторской» манерой управления Данкан. На последовавших выборах все депутаты-либералы, кроме Данкан, проиграли в своих избирательных округах. В 2005 году она ушла в отставку и с поста лидера Либеральной партии Юкона. Продолжала общественную работу как менеджер по работе с заявителями Совета по трудовым компенсациям Юкона в области здравоохранения и безопасности труда. В 2015 году назначена менеджером управления адвоката по правам рабочих Юкона. В декабре 2018 года включена в Сенат Канады как представитель Юкона.

## Награды
В 1992 году награждена памятной медалью «К 125-летию Канадской конфедерации». В 2002 году за выдающиеся заслуги перед обществом награждена медалью Золотого юбилея королевы Елизаветы II.